# Tangara (flygplats)
Tangara är en flygplats i Brasilien.   Den ligger i kommunen Tangará da Serra och delstaten Mato Grosso, i den centrala delen av landet, 1 000 km väster om huvudstaden Brasília. Tangara ligger 425 meter över havet.
Terrängen runt Tangara är platt åt nordväst, men åt sydost är den kuperad. Runt Tangara är det glesbefolkat, med 11 invånare per kvadratkilometer..
Omgivningarna runt Tangara är huvudsakligen savann.